# Élection présidentielle américaine de 1972 au Minnesota
 (octobre 2023).
L'élection présidentielle américaine de 1972 au Minnesota a lieu le 7 novembre 1972 comme dans les 49 autres États qui composent les États-Unis ainsi que le district de Columbia. Les électeurs minnésotains choisissent des grands électeurs pour les représenter dans le collège électoral à travers un vote populaire. Le Minnesota dispose en 1972 de 10 grands électeurs. L'État donne l'ensemble de ses grands électeurs au candidat du Parti républicain, le président des États-Unis sortant Richard Nixon. 
Le candidat vainqueur de ce scrutin dans tout le pays sera également Nixon, qui débutera un second mandat à la présidence des États-Unis le 20 janvier 1973. 
Il s'agit à ce jour de la dernière élection présidentielle au cours de laquelle le Minnesota a été remporté par le candidat du Parti républicain.